# Lenophyllum guttatum
Lenophyllum guttatum är en fetbladsväxtart som först beskrevs av Joseph Nelson Rose, och fick sitt nu gällande namn av Joseph Nelson Rose. Lenophyllum guttatum ingår i släktet Lenophyllum och familjen fetbladsväxter. Inga underarter finns listade i Catalogue of Life.